# Xujiaba
Xujiaba är en ort i Kina. Den ligger i provinsen Guizhou, i den sydvästra delen av landet, omkring 200 kilometer nordost om provinshuvudstaden Guiyang.